# Japonečka
Japonečka (Buergeria) je nepočetný rod asijských žab z čeledi létavkovití (Rhacophoridae).

## Systematika
Rod japonečka (Buergeria) popsal švýcarský přírodovědec Johann Jakob von Tschudi roku 1838. Je známo celkem šest druhů japoneček:
- Buergeria buergeri (Temminck and Schlegel, 1838) – česky japonečka Bürgerova
- Buergeria choui Matsui and Tominaga, 2020
- Buergeria japonica (Hallowell, 1861) – česky japonečka japonská
- Buergeria otai Wang, Hsiao, Lee, Tseng, Lin, Komaki, and Lin, 2018 "2017"
- Buergeria oxycephala (Boulenger, 1900 "1899") – česky japonečka hainanská
- Buergeria robusta (Boulenger, 1909) – česky japonečka zavalitá

Ohledně zařazení japoneček v rámci systému žab panovaly určité nejasnosti. Současná systematika klasifikuje rod Buergeria v rámci čeledi létavkovitých (Rhacophoridae). V ní tvoří jediný podřazený taxon samostatné podčeledi japonečky (Buergeriinae), kterou roku 1989 vytyčil A. Channing na základě morfologických důkazů. Pozdější molekulární analýzy podpořily oprávněnost tohoto systému; japonečky na základě nich představují sesterskou skupinu vůči zbylým létavkovitým, pro něž je v takovém případě vyčleněna samostatná podčeleď létavky (Rhacophorinae).

## Popis a biologie
Japonečky jsou malé až středně velké žáby, dosahují délky těla od čenichu po kloaku (SVL) 25–70 mm. Samci bývají o něco menší než samice, objevuje se tedy pohlavní dimorfismus. Typový druh japonečka Bürgerova (Buergeria buergeri) dosahuje velikosti 37–44 mm v případě samců a 49–69 mm v případě samic. Zbarvení je typicky kryptické: svrchní partie jsou popelavě šedé až hnědé, s nepravidelným tmavším vzorem, což žábě poskytuje dobré maskování v jejím přirozeném prostředí. Spodní partie těla mají naproti tomu světlé zbarvení.
Japonečky běžně žijí na zemi nebo ve vodě, zejména v horských tocích. Areál jejich rozšíření sahá od Tchaj-wanu přes souostroví Rjúkjú až do jižních regionů Japonska. Rozmnožování probíhá od brzkého jara do léta. Samci si v tuto dobu vydržují teritoria poblíž vodních toků, odkud se ozývají kvákáním. Vajíčka samice klade přímo do vody. Amplexus, typické rozmnožovací chování žab, je axilárního typu – samec se tedy během páření zafixuje za podpaží samice. Pulci žijí volně a jejich metamorfóza v dospělce trvá přibližně 56 dní.

## Ohrožení
Mezinárodní svaz ochrany přírody (IUCN) hodnotí jeden druh, japonečku hainanskou (Buergeria oxycephala), jako zranitelný. Zbylé japonečky nejsou pokládány za ohrožené.